# Чудакова Маріетта Омаровна
Маріе́тта Ома́рівна Чудако́ва, до шлюбу Хан-Магомедова (2 січня 1937, Москва, Російська РФСР — 21 листопада 2021) — російська літературознавиця, текстологиня, історикиня, доктор філологічних наук, критикиня, письменниця, публіцистка, мемуаристка, громадська діячка.

## Життєпис
Була четвертою дитиною в сім'ї. Батько — інженер Омар Курбанович Хан-Магомедов, табасаранець, випускник Тимірязівської сільськогосподарської академії.
Мати — Клавдія Василівна Махова, уродженка села Вишеньки Суздальського повіту, педагогиня дошкільної освіти, авторка книги «Просто щастя», історії виховання її дітей. Брати Чудакової — Джан-Булат (1925-1983), Селім ; сестри — Бела та Інна. Селім Хан-Магомедов (1928-2011) згодом став відомим архітектором та істориком архітектури; Інна Мішина — директоркою Московського музею Булгакова в "Поганій квартирі" з 2007 по 2012 рік.
Закінчила московську школу № 367, 1959 року — філологічний факультет МДУ.
Почала публікуватися 1958 року.
В 1959-1961 в одній з московських шкіл викладала російську мову та літературу.
В 1964 після закінчення аспірантури захистила дисертацію на здобуття наукового ступеня кандидата філологічних наук на тему «Творчість Еффенді Капієва».
В 1965—1984 роках працювала у відділі рукописів Державної бібліотеки СРСР ім. Леніна. Лауреатка Премії московського комсомолу (1969). З 1970 — членкиня Спілки письменників СРСР. В 1980 році захистила дисертацію на здобуття наукового ступеня доктора філологічних наук за темою «Друкована книга і рукопис: взаємодія в процесі створення і функціонування (На матеріалі художньої прози та науки про літературу 1920-1930-х рр.)».
З 1985 почала викладати в Літературному інституті ім. Горького, де працювала на кафедрі новітньої російської літератури. З 1988 як візит-професор викладала в деяких американських і європейських університетах. З 1991 — членкиня Європейської Академії.
Померла 21 листопада 2021 року на 85-му році життя від коронавірусної інфекції 

## Сім'я
Чоловік — літературознавець і письменник Олександр Чудаков (1938-2005).
Дочка Марія закінчила МДУ  .

## Громадянська діяльність
Вже за часів реформ М. С. Горбачова почала активно критикувати радянський лад. У серпні 1993 року серед групи 36 літераторів підписала звернення з вимогою провести дострокові вибори Верховної ради Росії  . 15 вересня Б. н. Єльцин запросив авторів листа на дачу. Після зустрічі Чудакова писала: «Потрібен прорив!.. Сила не суперечить демократії — їй суперечить лише насильство...»  .
У жовтні 1993 року на підтримку розгону Верховної Ради Чудакова підписала «Лист 42-х».
У 1994—2000 роках працювала у складі Президентської ради (консультативного органу за президента РФ), а також входила до Комісії з питань помилування при президенті РФ.
У 2006 році створила громадську організацію «ВІНТ», яка об'єднує ветеранів «гарячих точок» та представників інтелігенції. В цей же час зробила кілька поїздок Росією з культурно-просвітницькими та громадськими цілями — читала лекції, доставляла в бібліотеки деяких міст свіжі книги та ін. 
2007 року увійшла до першої трійки кандидатів партії УПС на виборах до Держдуми . УПС не подолала 5% бар'єр, отримавши менше 1% голосів виборців.
У 2008 ввішла до Вищої ради партії «Правое дело».
У квітні 2010 року підписала звернення російської опозиції «Путін має піти».
У березні 2014 року підписала лист «Ми з Вами!» на підтримку України.
У травні 2018 приєдналась до заяви російських літераторів на захист українського режисера Олега Сенцова, незаконно засудженого у РФ.

## Наукова діяльність
Є авторкою понад 200 наукових праць та статей в галузі історії літератури XX століття, історії філологічної науки та літературної критики. Основна сфера дослідницьких інтересів — історія російської літератури радянського періоду (особливо творчість М. Булгакова, Є. Замятіна, М. Зощенка, М. Козирєва), поетика, історія російської філологічної науки, архівознавство (архівна справа та її історія), текстологія .
Була головою Всеросійського булгаківського фонду, а також відповідальною редакторкою Тинянівських збірок.
З кінця 1980-х років, поряд з історико-літературною роботою, багато писала про гострі політичні та соціальні питання.

## Основні праці
- Эффенди Капиев. — М.: Молодая гвардия, 1970. — 240 с.
- Мастерство Юрия Олеши. — М.: Наука, 1972. — 100 с.
- Беседы об архивах. — М.: Молодая гвардия, 1975. — 222 с.
- Поэтика Михаила Зощенко. — М.: Наука, 1979. — 200 с.
- Беседы об архивах. 2-е изд., испр. — М.: Молодая гвардия, 1980. — 224 с.
- Рукопись и книга. Рассказ об архивоведении, текстологии, хранилищах рукописей писателей. — М.: Просвещение, 1986. — 176 с.
- «И книги, книги…» : О М. А. Булгакове / М. Чудакова // «Они питали мою музу…»: книги в жизни и творчестве писателей.- М.: Книга, 1986.- с. 219—247
- Жизнеописание Михаила Булгакова. — М.: Книга, 1988. — 495 с.
- Жизнеописание Михаила Булгакова [Архівовано 7 листопада 2021 у Wayback Machine.]. 2-е изд., доп. — М.: Книга, 1988. — 671 с.
- Избранные работы. Т. 1. Литература советского прошлого. — М.: Языки славянской культуры, 2001. — 468 с.
- Новые работы. 2003—2006. — М.: Время, 2007. — 560 с.
- Литература в школе: читаем или проходим?. — М.: Время, 2013. — 288 с.
- Нехорошая лестница. — М.: Государственный музей М. А. Булгакова, 2009. — 24 с.
- Булгаков и Пастернак. — М.: Государственный музей М. А. Булгакова, 2010. — 24 с.

## Художні твори
- Мирные досуги инспектора Крафта. Рассказы. — М.: ОГИ, 2005. — 112 с.
- Дела и ужасы Жени Осинкиной. Путешествие в трёх томах, а также последующие необычные, ужасные и счастливые истории, случившиеся с ней самой и её друзьями. — М.: Время, 2005—2007. — 317 с. (кн. 1); 383 с. (кн. 2); 305 с. (кн. 3).
- Не для взрослых. Время читать! Полка первая. — М.: Время, 2009. — 208 с. — ISBN 978-5-9691-0462-4.
- Не для взрослых. Время читать! Полка вторая. — М.: Время, 2009. — 208 с. — ISBN 978-5-9691-0463-1.
- Не для взрослых. Время читать! Полка третья. — М.: Время, 2011. — 256 с. — ISBN 978-5-9691-0700-7.
- Егор: Биографический роман [Архівовано 5 листопада 2021 у Wayback Machine.]. Книжка для смышлённых людей от десяти до шестнадцати лет. — М.: Время, 2012. — 592 с. — ISBN 978-5-9691-0761-8.